# Temelucha frigida
Temelucha frigida là một loài tò vò trong họ Ichneumonidae.